# Valent
|  | Per a altres significats, vegeu «Valent (desambiguació)». |

Flavi Juli Valent (llatí: Flavius Julius Valens; 328 - 9 d'agost de 378), més conegut simplement com a Valent, va ser emperador romà de l'any 364 fins a la seva mort. Per a ser elegit emperador, Valentinià I va haver d'acceptar la condició d'escollir un corregent a causa de la ruïna que sofria l'imperi i la seva pràctica divisió en dues meitats. L'escollit va ser el seu germà, Flavi Valent, que va rebre el govern de les províncies d'orient.
Valent estava casat amb Àlbia Dominica, de la qual va tenir dues filles, i era arrià.

## Els primers passos
Sota l'emperador Julià l'Apòstata era un dels domestici. El seu germà el va nomenar august i li va confiar el govern de les províncies d'orient el 28 de març del 364. Els seus col·laboradors principals foren el prefecte Sal·lusti i els generals Lupicí, Víctor i Arinteu. Per una llei del 16 de desembre del mateix any va prohibir el costum de donar regals als qui portaven alguna notícia important a les províncies, com ara la proclamació d'un emperador o l'inici d'un consolat. Aquell any els gots van tornar a aparèixer per Tràcia, però es van retirar segurament a canvi de diners.
La primavera del 365 va sortir de Constantinoble per anar cap a l'Àsia Menor. Al juliol era a Cesarea de Capadòcia quan es va produir el gran terratrèmol que va assolar la regió. La revolta de Procopi, parent de Julià l'Apòstata, va posar el seu tron en perill. Procopi va ser proclamat emperador el 28 de setembre del 365 a Constantinoble), amb nombrosos i importants suports, però l'arribada de Valent de l'Àsia Menor amb un potent exèrcit va aconseguir enderrocar Procopi a Thyatria (Brega). Això va motivar que Procopi fos abandonat pels seus partidaris i lliurat a Valent, qui va executar-lo el 27 de maig del 366. Segons diu Temisti, Valent va tractar amb clemència els partidaris del rebel, però en la versió d'Ammià Marcel·lí i Zòsim es diu que va executar persones innocents. A més, va ordenar destruir les muralles de Calcedònia en càstig per la participació de la ciutat en la revolta, però pels precs dels representants de Nicea, Nicomèdia i Constantinoble es va acontentar finalment a destruir una petita part (que seguidament fou reconstruïda). En aquest temps va millorar el servei de subministrament d'aigua a Constantinoble amb la construcció d'un aqüeducte.

## Guerres amb els gots
El 367 va rebaixar les taxes en un quart, mesura excepcional a l'imperi i a qualsevol estat. Tres mil gots que havien arribat el 366 enviats per Atanaric per ajudar Procopi, i que estaven saquejant territori romà, foren obligats a rendir-se i instal·lats en ciutats a la vora del Danubi amb l'encàrrec de vigilar la frontera. El rei got Hermenric va demanar el retorn d'aquests gots, però Valent va refusar. Això va causar la Guerra gòtica (367-369).
Valent va fixar el seu campament a Marcianòpolis, capital de la Baixa Mèsia. Tenia al seu costat Auxoni, que havia estat nomenat prefecte del pretori al lloc de Sal·lusti, retirat degut a la seva avançada edat. Va passar l'hivern a la ciutat on era el gener del 368. Probablement fou en aquest temps que els muntanyesos isauris van fer atacs de saqueig contra Cilícia i Pamfília i van derrotar Musoni, el vicari d'Àsia. Durant tot el 368 Valent no va poder travessar el riu Danubi perquè anava molt crescut. Es va haver de conformar amb només uns petits combats fronterers i, altre cop, va passar l'hivern a Marcianòpolis. El 10 d'octubre del 368 Nicea fou destruïda per un terratrèmol.
A la primavera següent, el 3 de maig del 369, Valent va sortir de Marcianòpolis i es va dirigir a Noviodúnum on va travessar el Danubi per enfrontar-se als gots en la batalla de Noviodúnum a Constantiana Daphne. Els romans els van produir nombroses baixes. Atanaric va sortir a l'encontre amb moltes forces, però fou derrotat. Al final de la campanya va retornar a Marcianòpolis per passar l'hivern, però els gots van demanar la pau, cosa que se'ls concedí a condició de no travessar el Danubi i del permís per convertir dues de les seves ciutats en centres comercials. El tractat de Noviodúnum, signat per Atanaric i Valent, va tenir lloc en un vaixell ancorat al riu Danubi, ja que el rei got refusava posar el peu en territori romà. A final del 369 Valent havia tornat a Constantinoble.

## Administració de l'Imperi
El 370 es produïa una persecució d'arrians pels catòlics de Constantinoble, i els catòlics van enviar una delegació de vuit eclesiàstics a Valent, qui en aquell moment era a Nicomèdia. Es diu que Valent va ordenar la mort dels vuit delegats, ordre que fou executada per Modest, prefecte del pretori, qui els hauria posat en un vaixell que fou portat a alta mar i allí incendiat. Aquell mateix any la fam va assolar Frígia.
El 371 l'emperador era a Constantinoble, i després va anar a Cesarea de Capadòcia on segurament va passar l'hivern (371-372). En aquest temps el seu únic fill es va posar malalt i va demanar auxili al bisbe de Cesarea, Basili, el qual segons la llegenda li va prometre que el noi es recuperaria si l'emperador era batejat per eclesiàstics catòlics; però Valent només va acceptar el bateig per eclesiàstics arrians i el noi va morir poc després. Durant la seva estada a Capadòcia va dividir la província en dues i va fer a Tiana la capital de Capadòcia Segona (Capadòcia Secunda), mentre Cesarea romania capital de la Capadòcia Primera (Capadòcia Prima).

## Guerra amb Pèrsia
El 372 el prefecte Modest i el general Arinteu foren nomenats cònsols. Arinteu era un home de gran altura, perfecta forma, gran coratge, valentia i habilitat militar. El 13 d'abril del 372 Valent va arribar a Antioquia per dirigir la guerra contra Sapor I de Pèrsia. Sembla que en el tractat entre Sapor i Jovià s'havia inclòs Armènia, però el rei persa volia dominar el país i vers l'any 368 havia deposat al rei Àrsaces II d'Armènia i annexionat el regne. Pap d'Armènia, fill d'Àrsaces, va poder fugir a la Còlquida i va demanar ajut romà. El 370 l'emperador li va enviar al comes Terenci, qui el va ajudar a tornar a Armènia però Sapor va enviar tropes a Armènia i Pap es va haver de refugiar a les muntanyes (371). El 372 Valent va enviar a la zona el general Arinteu. Els romans van expulsar els perses i llavors Pap, en retornar a la Còlquida, va restaurar el seu poder i es va proclamar rei. Aquest va amenaçar amb un atac però va arribar l'hivern i no s'havia fet res, excepte petits avenços de Valent cap a Mesopotàmia.
El 373 perses i romans es van enfrontar, els romans dirigits pel comes Trajà i el comes Vadomar (un antic rei dels alamans). L'escenari de la lluita fou Mesopotàmia i els perses foren derrotats. Es va acordar una treva en la qual els perses es van retirar a Ctesifont. Valent va passar l'hivern (373-374) a Antioquia.
En aquest hivern es va produir una conspiració per assassinar l'emperador, segons es creu, estava formada principalment per pagans. Va circular el rumor, cimentat en endevinacions i màgia, que una persona el nom del qual començava per Theo seria el successor de Valent i es va identificar aquesta persona com Teodor, el notari o secretari de l'emperador. La conspiració fou descoberta i Teodor i altres implicats foren executats incloent alguns innocents. Zòsim diu que l'emperador va fer matar totes les persones de rang que tenien un nom començant per Theo i que, per això va morir el general Teodosi, pare del futur emperador del mateix nom, el qual fou executat a Cartago el 376). Però tot això és poc probable; entre els executats estava: Màxim, antic mestre de Julià l'Apòstata, Simònides, Hilari i altres. Els llibres de màgia que es van trobar foren cremats. En aquest any el rei Pap d'Armènia fou cridat a Cilícia on va romandre fet presoner, però es va escapar i va tornar al seu regne, si bé va romandre lleial a Roma. Una mica després Valent va ordenar el seu assassinat a Trajà, el comandant de la força romana a Armènia (374).
El 375 es van produir noves negociacions de pau amb els perses però després de mesos discussions no es va arribar a res. Tot l'any l'emperador va restar a Antioquia sense preocupar-se de l'administració de l'imperi i deixant el govern en mans de ministres, la major part dels quals van aprofitar per enriquir-se.
El 376 no va passar res important. Valent fou cònsol per cinquena vegada amb el seu nebot Valentinià el Jove, qui junt amb el seu germà gran Gracià havia succeït al seu pare Valentinià I a la fi de l'any anterior. Durant mesos es va preparar la guerra contra Pèrsia reunint una força considerable però no consta que tants preparatius tinguessin finalment utilitat. Sapor va fer conquestes a Ibèria i Armènia que Valent no va poder evitar. Va enviar el general Víctor a Pèrsia i finalment es va acordar una pau, que no era pas avantatjosa pels romans.

## Segon conflicte amb els gots
En aquest temps, els romans van sentir parlar per primer cop dels huns. Aquest poble havia atacat els alans, els quals vivien a la vora del riu Tànais, i tot seguit havia continuat atacant, caient sobre un poble got anomenat greutungs. El rei got Hermenric es va suïcidar el 376 i el seu successor, Vitimir, va morir en combat, sent succeït pel seu fill Videric sota regència d'Alateu i de Safrax, els quals van decidir la retirada cap al territori situat entre el riu Borístenes i el Danubi.
El rei dels visigots, Atanaric, va intentar la resistència davant dels huns a la riba del Tiras, però els huns eren imparables i finalment van optar per l'emigració. Dos-cents mil gots (entre els quals gent d'Atanaric i potser ell mateix) van aparèixer a la frontera romana del Danubi demanant entrar, mentre una delegació era enviada a l'emperador, a Antioquia, encapçalada pel bisbe got Úlfila. Valent va decidir autoritzar els gots a entrar a l'Imperi Romà després de comprovar el seu cristianisme, però amb les condicions que només entrarien una part dels seus contingents, que havien de deixar les armes a la frontera i que lliuressin els infants com a ostatges. Els gots que van travessar el Danubi, dirigits per Alaviv i Fritigern, van ser rebuts a Tràcia, però de fet van passar amb les armes que tenien.
Durant l'any 377 Valent va romandre a Antioquia, d'on esperava forçar la sortida dels gots, als quals no donava proveïment. El comes Lupicí i el dux Màxim els fustigaven amb les forces que comandaven i intentaven que tornessin a travessar el Danubi, però van haver de servir-se dels soldats que vigilaven la frontera, la qual va quedar desguarnida. Safrax i Alateu, els regents greutungs, quan es van adonar que no hi havia soldats romans al limes, van entrar en territori romà amb les seves forces, tot i que el permís els havia estat negat, i es van unir a Fritigern prop de Marcianòpolis.
A Marcianòpolis Lupicí va convidar Alaviv i Fritigern a un banquet que se suposava era de reconciliació, però que va acabar en una batalla en la qual Alaviv va morir i els romans foren derrotats. Aleshores, els gots que estaven acampats a prop d'Adrianòpolis van decidir travessar l'Hel·lespont, però abans van demanar proveïment a la ciutat i el magistrat en cap, irritat pels saqueigs que havien fet per la rodalia, els va atacar. Aquests gots es van unir a Fritigern, qui havia reagrupat els seus i ara venia cap a Adrianòpolis, a la qual van posar setge. La ciutat no la van poder ocupar, però es van fer els amos de tota la regió, saquejant a plaer.
Valent va conèixer aquestes notícies a Antioquia i va enviar ràpidament Trajà i Profutur amb les legions d'Armènia (que uns mesos després va passar a poder de Pèrsia) per obligar els gots a tornar a l'obediència. A aquests generals es va unir Ricimer, enviat per Gracià. Els romans van trobar-se amb el gruix de l'exèrcit got en un lloc anomenat Salices, a Escítia Parva, entre el Danubi inferior i la mar, on es va lliurar una gran batalla en què els romans no van aconseguir cap avantatge.
Els romans es van establir a Marcianòpolis. Les operacions que van seguir no van portar a cap resultat decisiu i, per contra, van comportar fortes baixes per ambdues parts; els gots dominaven tota la regió balcànica entre el Danubi, la mar Negra i els mateixos suburbis de Constantinoble. Valent va arribar a aquesta ciutat el 30 de maig del 378, va destituir Trajà del comandament de la infanteria i se la va donar a Sebastià (un maniqueu), el qual va encarregar de dirigir la guerra mentre Víctor (catòlic) dirigiria la cavalleria.
L'11 de juny Valent va sortir de la capital. Tot just sortir hauria sigut increpat per un solitari, de nom Isaac, que l'instava a restaurar el catolicisme, i si no ho feia abans de combatre, l'advertia que no retornaria. L'emperador va seguir endavant i va arribar a Adrianòpolis, acampant a la rodalia de la ciutat. Trajà va rebre un comandament indeterminat (potser fou restaurat en el comandament de la infanteria), però el consell de Sebastià va prevaldre sobre el de Víctor, i Valent va decidir presentar batalla.
A la batalla d'Adrianòpolis del 9 d'agost del 378 els romans van patir una gran derrota, la més gran des de la batalla de Cannes. Els tervings de Fritigern i els greutungs d'Alateu i Safrax van destruir dos terços de l'exèrcit imperial, en part format per bàrbars que s'havien passat a l'enemic. Trajà, Sebastià, Valerià (comte de les cavallerisses) i Equici hi van morir. Valent no fou vist més després de la batalla. L'emperador fou ferit per una fletxa i segurament va morir al camp de batalla, si bé segons un altre relat hauria estat recollit per un pagès, que l'hauria amagat a casa seva i els gots l'haurien cremat sense saber qui hi havia dins. En tot cas, el seu cos mai no fou trobat.